# Karolína Jetmarová
Karolína Jetmarová (26 ottobre 2008) è una nuotatrice artistica ceca.

## Biografia
Ha esordito nella Coppa del Mondo di nuoto artistico il 3 maggio 2024 a Parigi, concludendo al decimo posto posto nella gara a squadre programma libero.
Lo stesso anno ha preso parte ai Campionati mondiali giovanili di nuoto artistico a Lima, partecipando alle prove a squadra.

## Palmarès

### Coppa del Mondo
- 1 podio:
  - 1 secondo posto posto (1 nella gara a squadre)